# Гільдія ІТ-Фахівців
Гільдія ІТ-Фахівців — це незалежне професійне ІТ-об’єднання України, джерело фінансування якого це добровільні внески ІТ-фахівців . «Гільдія» вільна від будь-якого політичного чи грантового впливу. 
Гільдія ІТ-Фахівців представляє та захищає права й інтереси людей, які працюють в ІТ, перед державою та бізнесом. «Гільдія» консолідує ІТ-фахівців, щоб професійна спільнота країни була почута у Верховній Раді України, Державній податковій службі України, засобах масової інформації та міністерствах тощо.

## Історія
У 2019 році гостру потребу об’єднати зусилля всіх ІТ-працівників країни спровокували наміри української влади запровадити в країні «Дія.City» — «особливу правову модель, що діє для IT-компаній в Україні» . На думку учасників «Гільдії», нововведення «має одну головну цинічну мету: розкуркулити єдину прогресивну галузь нашої держави — ІТ» . 
«Існуюча модель фізичної особи-підприємця (ФОП) всіх влаштовує, крім держави, яка бажає відділити ІТ від інших підприємців та поступово підвищувати для них податки. Режим «Дія.City» — це, по суті, ті ж ФОП, але не зовсім. Постає питання: навіщо щось змінювати в системі, якщо це не впливає на декларовані проблеми? Ми як були підприємцями, так і залишимось, але якимись “особливими”. По-друге, те, що ухвалила Верховна Рада, суперечить конституції. Це підтверджують висновки експертного управління Ради . По-третє, законопроєкт передбачає договір про неконкуренцію. Це значить, що вам на роботі можуть запропонувати підписати договір про те, що після звільнення ви утри́муєтеся від здійснення конкурентних дій. Що таке конкурентні дії — в законопроєкті не визначено. Вам можуть заборонити, наприклад, виконувати ваші професійні обов’язки. ІТ-компаніям вигідно, щоб ви не могли від них піти. Цей договір про неконкуренцію — кістка, кинута ІТ-компаніям. Бо ви будете змушені працювати в них під загрозою того, що не зможете після звільнення працювати в інших компаніях. В законі задекларовано, що догорів добровільний, але зрозуміло, що якщо ви його не підпишете, працювати не будете. Це “цифровий колгосп”: колгоспи були добровільними, але за відмову вступати туди розстрілювали або відправляли у заслання, позбавляючи всього майна», — пояснює [Архівовано 16 травня 2022 у Wayback Machine.] активіст «Гільдії ІТ-Фахівців» Володимир Кожаєв, який одним із перших забив на сполох та написав статтю «”Дія.City” — цифровий колгосп» [Архівовано 25 березня 2022 у Wayback Machine.]. Згодом саме Володимир Кожаєв провів публічну дискусію [Архівовано 18 березня 2022 у Wayback Machine.] з заступником міністра цифрової трансформації Олександром Борняковим [Архівовано 10 травня 2021 у Wayback Machine.]. Загалом, на думку учасників «Гільдії ІТ-Фахівців», Міністерство цифрової трансформації України проігнорувало пропозиції «Гільдії» допрацювати закон про «Дія.City».
17 березня 2021 року ІТ-фахівець Єгор Чумаков створив електронну петицію [Архівовано 21 березня 2022 у Wayback Machine.] на захист національної ІТ-галузі на сайті Президента України. Електронне звернення зібрало понад 25 000 голосів. 
Після цього обурені намірами влади українські ІТ-працівники й вирішили згуртуватись у лавах «Гільдії ІТ-Фахівців». Офіційно професійне об’єднання зареєстрували у 2021 році.

## Президент об’єднання
Згідно зі статутом професійного об’єднання «Гільдія ІТ Фахівців», її вищим керівним органом є конференція усіх її учасників, водночас разом із учасниками «Гільдією» керує президент та виконавча рада.
Президента у «Гільдії ІТ-Фахівців» обирають в ході прозорого демократичного голосування її учасників. 
Навесні 2021 року професійне об’єднання ІТ-фахівців України очолив колишній Solutions Architect в EPAM [Архівовано 17 березня 2022 у Wayback Machine.] Єгор Чумаков. 
У грудні 2021 року «Гільдію ІТ-Фахівців» очолив Тарас Розкішний — QA фахівець та один зі співзасновників «Гільдії». У результаті голосування Тарас здобув підтримку у кількості 73% голосів [Архівовано 24 березня 2022 у Wayback Machine.].  
Русня захопила ІТ-гільдію України
Хронологія падіння президента Гільдії ІТ-фахівців України

## Мета
Мета організації є ширшою за критику конкретного державного проєкту:
- запровадити справедливі непорушні засади діяльності ІТ-фахівців в Україні;
- підвищити авторитет та престиж української ІТ-галузі у всьому світі;
- спокійно та чесно працювати у своїй країні, а не тікати за кордон.

## Задачі
- «Гільдія» безкоштовно надає юридичну, медійну та будь-яку іншу законну підтримку IT-фахівцям України у разі спорів із роботодавцями або контрагентами — незалежно від юридичного статусу учасника. На основі юридичних консультацій створює практичні покрокові інструкції — наприклад, на що звертати увагу, коли підписуєш NDA [Архівовано 24 березня 2022 у Wayback Machine.].
- Навчає нового в ІТ та поза ІТ — безкоштовно та/або зі знижками. Наприклад, вчить, як інвестувати та заощаджувати кошти [Архівовано 12 квітня 2022 у Wayback Machine.].
- Тримає в курсі [Архівовано 20 березня 2022 у Wayback Machine.] головних новин на ІТ-ринку праці.
- Гуртує українську ІТ-спільноту, коли їй загрожує небезпека. 25 січня 2022 року прапори «Гільдії» з’явились під стінами ВРУ на протестній акції заради захисту прав ФОП [Архівовано 24 березня 2022 у Wayback Machine.].

## Діяльність під час війни Росії проти України
Ще до початку війни Російської Федерації проти України, незалежне професійне об’єднання ІТ-фахівців України запустило партнерство з розробниками «Джури» [Архівовано 24 березня 2022 у Wayback Machine.] — універсального додатку для української армії. «Гільдія» запропонувала ІТ-спільноті приєднатись до Патреону «Гільдії» [Архівовано 14 березня 2022 у Wayback Machine.], щоб від імені української ІТ-спільноти разово передати частину коштів.
«Гільдія» була однією з перших спільнот України, хто одразу публічно забив на сполох, коли, на початку 2022 року, тобто напередодні повномасштабної війни Російської Федерації проти України, відбулась низка кібератак на ключові урядові сайти України та стався наймасштабніший в історії України витік персональних даних громадян з урядових сайтів. «Які саме конкретні заходи в умовах російсько-української війни вживаються для надійного збереження персональних даних українців у державних реєстрах?» — це та багато інших безпекових питань професійне ІТ-об’єднання поставило в офіційних листах [Архівовано 14 березня 2022 у Wayback Machine.] до Прем'єр-міністра України, Міністра цифрової трансформації та Голови Держслужби спецзв’язку та захисту інформації 17 січня 2022 року. «Досі чекаємо на конструктивну, детальну та чітку відповідь», — зазначила [Архівовано 24 березня 2022 у Wayback Machine.] «Гільдія ІТ-Фахівців» станом на 28 січня. 22 лютого «Гільдія» опублікувала інтерв’ю [Архівовано 24 березня 2022 у Wayback Machine.] Президента професійного об’єднання Тараса Розкішного з адвокатом Олександром Спірідоновим на тему «Все, що вам потрібно знати про захист персональних даних» [Архівовано 24 березня 2022 у Wayback Machine.]. Додатково «Гільдія ІТ-Фахівців» опублікувала детальний інструктаж [Архівовано 24 березня 2022 у Wayback Machine.] про те, як кожен може захистити свої дані від шахраїв.

Починаючи з 23 лютого 2022 року «Гільдія ІТ-Фахівців» без перебоїв перебуває на зв’язку зі своїми учасниками, гуртує їх та сформувала свою ІТ-армію [Архівовано 27 березня 2022 у Wayback Machine.]. А саме:
- взяла на себе відповідальність з координації [Архівовано 24 березня 2022 у Wayback Machine.] опору ІТ-фахівців країни ворогові в Інтернет-просторі. «Гільдія» публікує інструкції [Архівовано 24 березня 2022 у Wayback Machine.] з блокування різноманітних російських вебресурсів та списки сайтів чи каналів у Telegram, по яких потрібно завдати кібер-удар [Архівовано 24 березня 2022 у Wayback Machine.]

- допомагає вирішити проблеми, що виникли в учасників [Архівовано 24 березня 2022 у Wayback Machine.] об’єднання внаслідок війни

- щодня надає перевірені корисні безпекові посилання/сайти/додатки тощо

- гуртує людей по всьому світу проти злочинів Російської Федерації в Україні, а також демонструє правдиві матеріали про звірства російської армії — росіянам [Архівовано 24 березня 2022 у Wayback Machine.], яким можуть не показати правду на російських федеральних каналах

- спрямовує левову частку коштів від своїх патронів [Архівовано 24 березня 2022 у Wayback Machine.] на допомогу українським захисникам.

- Станом лише на 1 березня 2022 року учасникам «Гільдії ІТ-Фахівців» вдалось вивести з ладу такі російські сайти в результаті спрямованих кібер-атак:
  - Портал Государственных услуг Российской Федерации
  - Московская биржа
  - Сбербанк России
  - Биржа BestChange
  - Федеральная служба безопасности Российской Федерации
  - ТАСС
  - Коммерсант
  - Фонтанка

## Фінансування
Єдине джерело фінансування «Гільдії ІТ-Фахівців» — добровільні внески всіх охочих. Це професійне ІТ-об’єднання вільне від будь-якого політичного чи грантового впливу. «Гільдія» надає доступ до низки послуг: 
- безкоштовний мерч з логотипом «Гільдії ІТ-Фахівців»;
- голосування з організаційних питань;
- вичитка договорів та контрактів;
- знижки на навчання за ІТ-спеціальністю учасника «Гільдії»;
- доступ до бази знань з інвестицій та фінансів — прямі трансляції та записи вебінарів;
- інвестиційний консалтинг на тему криптовалют та блокчейн-технологій;
- поглиблений інвестиційний консалтинг на тему криптовалют та блокчейн-технологій: огляд перспективних ICO, IDO та NFT, відстежування криптовалютних індексів, довгостроковий портфель по DCA;
- адвокатська допомога під ключ.

## Соцмережі
- Telegram [Архівовано 20 березня 2022 у Wayback Machine.]
- Youtube [Архівовано 24 березня 2022 у Wayback Machine.]
- Facebook [Архівовано 20 березня 2022 у Wayback Machine.]
- Twitter [Архівовано 20 березня 2022 у Wayback Machine.]
- LinkedIn
- TikTok [Архівовано 24 березня 2022 у Wayback Machine.]
- Patreon [Архівовано 24 березня 2022 у Wayback Machine.]